# Seis días de Berlín
Los Seis días de Berlín es una carrera de ciclismo en pista, de la modalidad de Carrera de seis días, que se corre en enero en Berlín (Alemania). Su primera edición data del 1909 y se hizo en la sala de exposiciones del Zoo de Berlín. Es la carrera de seis días más antigua de Europa, y se ha disputado anualmente excepto los parèntesis 1915-18, 1919-20, 1935-48 y 1991-96. En algunos años se han llegado a disputar hasta tres ediciones.

## Palmarés
| Año       | Ganadores                             | Segundos                             | Terceros                               |
| --------- | ------------------------------------- | ------------------------------------ | -------------------------------------- |
| 1909      | James Henri Moran Floyd MacFarland    | John Stol Marcel Berthet             | Georges Passerieu Maurice Brocco       |
| 1910      | Walter Rütt Jackie Clark              | John Stol Robert Walthour            | Marcel Berthet Maurice Brocco          |
| 1911      | John Stol Walter Rütt                 | James Henri Moran Floyd McFarland    | Guus Schilling Maurice Brocco          |
| 1912-1    | John Stol Walter Rütt                 | James Henri Moran Joe Fogler         | Alfred Hill Eddy Root                  |
| 1912-2    | John Stol Walter Rütt                 | Willie Lorenz Karl Saldow            | James H. Moran Eddy Root               |
| 1913      | Alfred Hill Jackie Clark              | Jules Miquel John Stol               | Willie Lorenz Karl Saldow              |
| 1914      | Willie Lorenz Karl Saldow             | Jules Miquel John Stol               | Walter Rütt Albert Stellbrink          |
| 1915-1918 | ediciones no realizadas               | ediciones no realizadas              | ediciones no realizadas                |
| 1919      | Willi Techmer Karl Saldow             | Walter Sawall Willy Lorenz           | Emil Lewanow Otto Pawke                |
| 1920-1921 | ediciones no realizadas               | ediciones no realizadas              | ediciones no realizadas                |
| 1922      | Willi Techmer Karl Saldow             | Erich Aberger Willy Lorenz           | Klaas Van Nek Richard Huschke          |
| 1923      | Fritz Bauer Oskar Tietz               | Adolf Huschke Richard Huschke        | Max Hahn Franz Krupkat                 |
| 1924-1    | Willie Lorenz Karl Saldow             | Fritz Bauer Franz Krupkat            | Arthur Stellbrink Willi Techmer        |
| 1924-2    | Richard Huschke Franz Krupkat         | Giuseppe Oliveri Alessandro Tonani   | Emil Lewanow Walter Rütt               |
| 1925-1    | Walter Rütt Émile Aerts               | Max Hahn Oskar Tietz                 | Alfred Grenda Alex McBeath             |
| 1925-2    | Alois Persijn Jules Verschelden       | Max Hahn Oskar Tietz                 | César Debaets Emile Thollembeek        |
| 1926-1    | Harry Horan Reginald McNamara         | Franco Giorgetti Willy Rieger        | Max Hahn Oskar Tietz                   |
| 1926-2    | Lucien Louet Pierre Sergent           | Anthony Beckman Ray Eaton            | Erich Junge Willy Gottfried            |
| 1926-3    | Georges Wambst Charles Lacquehay      | Erich Junge Gabriel Marcillac        | Émile Aerts Jules Van Hevel            |
| 1927-1    | Willie Lorenz Alessandro Tonani       | Paul Buschenhagen Emile Thollembeek  | Paul Koch Pierre Rielens               |
| 1927-2    | Piet van Kempen Maurice Dewolf        | Oskar Tietz Emile Thollembeek        | Georg Kroschel Lothar Ehmer            |
| 1928      | Georg Kroschel Lothar Ehmer           | Oskar Tietz Willy Rieger             | Emil Richli Piet van Kempen            |
| 1929-1    | Franz Duelberg Otto Petri             | Alfons Goossens Gérard Debaets       | Georg Kroschel Erich Junge             |
| 1929-2    | Erich Dorn Erich Maczynski            | Georg Kroschel Lothar Ehmer          | Gottfried Hürtgen Werner Miethe        |
| 1930-1    | Piet van Kempen Paul Buschenhagen     | Georg Kroschel Willy Rieger          | Jan Pijnenburg Karl Göbel              |
| 1930-2    | Viktor Rausch Gottfried Hürtgen       | Piet van Kempen Adolf Schön          | Georg Kroschel Willy Rieger            |
| 1931-1    | Jan Pijnenburg Adolf Schön            | Emil Thollembeek Oskar Tietz         | Karl Göbel Alfredo Dinale              |
| 1931-2    | Paul Broccardo Oskar Tietz            | Karl Göbel Adolf Schön               | Willy Funda Adolphe Charlier           |
| 1932-1    | Paul Broccardo Oskar Tietz            | Gottfried Hürtgen Viktor Rausch      | Roger Deneef Adolphe Charlier          |
| 1932-2    | Paul Broccardo Marcel Guimbretière    | Willy Funda Adolf Schön              | Lothar Ehmer Willy Rieger              |
| 1933      | Roger Deneef Albert Buysse            | Adolphe Charlier Oskar Tietz         | Karl Göbel Adolf Schön                 |
| 1934      | Walter Lohmann Viktor Rausch          | Frans Slaats Adolphe Van Nevele      | Werner Ippen Hans Zims                 |
| 1935-1948 | ediciones no realizadas               | ediciones no realizadas              | ediciones no realizadas                |
| 1949      | Ferdinando Terruzzi Severino Rigoni   | Alfred Strom Reginald Arnold         | Ludwig Hörmann Lucien Gillen           |
| 1950-1    | Alfred Strom Reginald Arnold          | Jean Roth Gustav Kilian              | Robert Naeye Ludwig Hörmann            |
| 1950-2    | Alfred Strom Reginald Arnold          | Bernard Bouvard Henri Surbatis       | Rudi Mirke Hans Preiskeit              |
| 1951-1    | Heinz Vöpel Gustav Kilian             | Severino Rigoni Ferdinando Terruzzi  | Guy Lapébie Lucien Gillen              |
| 1951-2    | Guy Lapébie Émile Carrara             | Alfred Strom Reginald Arnold         | Walter Bucher Armin von Büren          |
| 1952-1    | Guy Lapébie Émile Carrara             | Jean Roth Armin von Büren            | Heinz Zoll Waldemar Knoke              |
| 1952-2    | Heinz Zoll Émile Carrara              | Jean Roth Walter Bucher              | Hans Preiskeit Walter Zehnder          |
| 1953      | Jean Roth Walter Bucher               | Hans Ziege Théo Intra                | Ferdinand Kübler Oscar Plattner        |
| 1954-1    | Gerrit Peters Gerrit Schulte          | Roger Godeau Georges Senfftleben     | Jean Roth Walter Bucher                |
| 1954-2    | Dominique Forlini Émile Carrara       | Constant Ockers Rik Van Steenbergen  | Hans Ziege Horst Holzmann              |
| 1955      | Ferdinando Terruzzi Lucien Gillen     | Kay-Werner Nielsen Evan Klamer       | Sydney Patterson Rik Van Steenbergen   |
| 1956      | Jean Roth Walter Bucher               | Hans Ziege Ferdinando Terruzzi       | Kay-Werner Nielsen Evan Klamer         |
| 1957      | Emile Severeyns Rik Van Steenbergen   | Reginald Arnold Ferdinando Terruzzi  | Klaus Bugdahl Gerrit Schulte           |
| 1958      | Klaus Bugdahl Gerrit Schulte          | Emile Severeyns Rik Van Steenbergen  | Kay-Werner Nielsen Palle Lykke Jensen  |
| 1959      | Kay-Werner Nielsen Palle Lykke Jensen | Emile Severeyns Rik Van Steenbergen  | Klaus Bugdahl Hans Jarosczewicz        |
| 1960      | Peter Post Rik Van Looy               | Klaus Bugdahl Hans Junkermann        | Kay-Werner Nielsen Palle Lykke Jensen  |
| 1961-1    | Rik Van Steenbergen Klaus Bugdahl     | Peter Post Rik Van Looy              | Kay-Werner Nielsen Palle Lykke Jensen  |
| 1961-2    | Klaus Bugdahl Fritz Pfenninger        | Peter Post Rik Van Looy              | Emile Severeyns Rik Van Steenbergen    |
| 1962-1    | Peter Post Rik Van Looy               | Klaus Bugdahl Fritz Pfenninger       | Emile Severeyns Rik Van Steenbergen    |
| 1962-2    | Rudi Altig Hans Junkermann            | Rik Van Looy Peter Post              | Emile Severeyns Rik Van Steenbergen    |
| 1963      | Sigi Renz Klaus Bugdahl               | Rik Van Looy Rik Van Steenbergen     | Freddy Eugen Palle Lykke Jensen        |
| 1964-1    | Sigi Renz Klaus Bugdahl               | Freddy Eugen Palle Lykke Jensen      | Wolfgang Schulze Fritz Pfenninger      |
| 1964-2    | Peter Post Fritz Pfenninger           | Freddy Eugen Hans Junkermann         | Sigi Renz Klemens Grossimlinghaus      |
| 1965-1    | Fritz Pfenninger Peter Post           | Sigi Renz Klaus Bugdahl              | Dieter Kemper Horst Oldenburg          |
| 1965-2    | Dieter Kemper Rudi Altig              | Sigi Renz Wolfgang Schulze           | Fritz Pfenninger Peter Post            |
| 1966-1    | Sigi Renz Klaus Bugdahl               | Fritz Pfenninger Peter Post          | Freddy Eugen Palle Lykke Jensen        |
| 1966-2    | Sigi Renz Rudi Altig                  | Freddy Eugen Palle Lykke Jensen      | Wolfgang Schulze Klaus Bugdahl         |
| 1967-1    | Horst Oldenburg Dieter Kemper         | Wolfgang Schulze Sigi Renz           | Patrick Sercu Klaus Bugdahl            |
| 1967-2    | Peter Post Klaus Bugdahl              | Patrick Sercu Eddy Merckx            | Horst Oldenburg Dieter Kemper          |
| 1968-1    | Freddy Eugen Palle Lykke Jensen       | Horst Oldenburg Dieter Kemper        | Wolfgang Schulze Sigi Renz             |
| 1968-2    | Peter Post Wolfgang Schulze           | Klaus Bugdahl Rolf Wolfshohl         | Freddy Eugen Palle Lykke Jensen        |
| 1969-1    | Horst Oldenburg Wolfgang Schulze      | Peter Post Patrick Sercu             | Klaus Bugdahl Sigi Renz                |
| 1969-2    | Klaus Bugdahl Dieter Kemper           | Horst Oldenburg Wolfgang Schulze     | Peter Post Léo Duyndam                 |
| 1970-1    | Sigi Renz Wolfgang Schulze            | Alain Van Lancker Peter Post         | Dieter Puschel Albert Fritz            |
| 1970-2    | Klaus Bugdahl Jürgen Tschan           | Patrick Sercu Albert Fritz           | Albert Fritz Peter Post                |
| 1971      | Patrick Sercu Peter Post              | Sigi Renz Wolfgang Schulze           | Wilfried Peffgen René Pijnen           |
| 1972      | René Pijnen Léo Duyndam               | Sigi Renz Wolfgang Schulze           | Wilfried Peffgen Albert Fritz          |
| 1973      | Sigi Renz Wolfgang Schulze            | Graeme Gilmore Dieter Kemper         | Léo Duyndam Piet De Wit                |
| 1974      | René Pijnen Roy Schuiten              | Wilfried Peffgen Jürgen Tschan       | Klaus Bugdahl Dieter Kemper            |
| 1975      | Patrick Sercu Dietrich Thurau         | Wilfried Peffgen Jürgen Tschan       | Wolfgang Schulze Albert Fritz          |
| 1976      | Dietrich Thurau Günter Haritz         | René Pijnen Patrick Sercu            | Donald Allan Danny Clark               |
| 1977      | Patrick Sercu Eddy Merckx             | René Pijnen Dietrich Thurau          | Wilfried Peffgen Albert Fritz          |
| 1978      | Patrick Sercu Dietrich Thurau         | Wilfried Peffgen Albert Fritz        | Günter Haritz René Pijnen              |
| 1979      | Patrick Sercu Dietrich Thurau         | Wilfried Peffgen Albert Fritz        | Donald Allan Danny Clark               |
| 1980      | Patrick Sercu Gregor Braun            | Donald Allan Danny Clark             | Wilfried Peffgen René Pijnen           |
| 1981      | Dietrich Thurau Gregor Braun          | Gert Frank Hans-Henrik Ørsted        | Wilfried Peffgen Horst Schütz          |
| 1982      | Patrick Sercu Maurizio Bidinost       | Wilfried Peffgen Horst Schütz        | Dietrich Thurau Albert Fritz           |
| 1983      | Anthony Doyle Danny Clark             | Gert Frank Hans-Henrik Ørsted        | Gregor Braun Henry Rinklin             |
| 1984      | Danny Clark Horst Schütz              | Gert Frank Hans-Henrik Ørsted        | Josef Kristen Henry Rinklin            |
| 1985      | Danny Clark Hans-Henrik Ørsted        | Constant Tourné Etienne De Wilde     | Anthony Doyle Joaquim Schlaphoff       |
| 1986      | Anthony Doyle Danny Clark             | René Pijnen Urs Freuler              | Constant Tourné Etienne De Wilde       |
| 1987      | Dietrich Thurau Urs Freuler           | Anthony Doyle Danny Clark            | Roland Günther Roman Hermann           |
| 1988      | Anthony Doyle Danny Clark             | Dietrich Thurau Urs Freuler          | Pierangelo Bincoletto Roman Hermann    |
| 1989      | edición no realizada                  | edición no realizada                 | edición no realizada                   |
| 1990      | Volker Diehl Bruno Holenweger         | Roland Günther Danny Clark           | Pierangelo Bincoletto Andreas Klaus    |
| 1991-1996 | ediciones no realizadas               | ediciones no realizadas              | ediciones no realizadas                |
| 1997      | Olaf Ludwig Jens Veggerby             | Marco Villa Adriano Baffi            | Andreas Kappes Carsten Wolf            |
| 1998      | Marco Villa Silvio Martinello         | Adriano Baffi Andreas Kappes         | Gerd Dörich Carsten Wolf               |
| 1999      | Etienne De Wilde Andreas Kappes       | Jimmi Madsen Carsten Wolf            | Adriano Baffi Andrea Collinelli        |
| 2000      | Marco Villa Silvio Martinello         | Andreas Kappes Olaf Pollack          | Robert Bartko Scott McGrory            |
| 2001      | Rolf Aldag Silvio Martinello          | Andreas Kappes Andreas Beikirch      | Stefan Steinweg Erik Weispfennig       |
| 2002      | Rolf Aldag Silvio Martinello          | Matthew Gilmore Scott McGrory        | Robert Bartko Andreas Beikirch         |
| 2003      | Kurt Betschart Bruno Risi             | Marco Villa Silvio Martinello        | Andreas Beikirch Andreas Kappes        |
| 2004      | Robert Bartko Guido Fulst             | Marco Villa Franco Marvulli          | Andreas Beikirch Andreas Kappes        |
| 2005      | Kurt Betschart Bruno Risi             | Robert Bartko Guido Fulst            | Danny Stam Robert Slippens             |
| 2006      | Danny Stam Robert Slippens            | Marco Villa Franco Marvulli          | Leif Lampater Guido Fulst              |
| 2007      | Leif Lampater Guido Fulst             | Andreas Beikirch Robert Bartko       | Bruno Risi Franco Marvulli             |
| 2008      | Bruno Risi Franco Marvulli            | Leif Lampater Guido Fulst            | Christian Lademann Alexander Aeschbach |
| 2009      | Erik Zabel Robert Bartko              | Bruno Risi Franco Marvulli           | Kenny De Ketele Roger Kluge            |
| 2010      | Alex Rasmussen Michael Mørkøv         | Robert Bartko Roger Kluge            | Danny Stam Peter Schep                 |
| 2011      | Robert Bartko Roger Kluge             | Leigh Howard Cameron Meyer           | Alex Rasmussen Michael Mørkøv          |
| 2012      | Leigh Howard Cameron Meyer            | Franco Marvulli Silvan Dillier       | Iljo Keisse Kenny De Ketele            |
| 2013      | Roger Kluge Peter Schep               | Kenny De Ketele Luke Roberts         | Franco Marvulli Andreas Müller         |
| 2014      | Kenny De Ketele Andreas Müller        | Leif Lampater Jasper De Buyst        | Robert Bartko Theo Reinhardt           |
| 2015      | Leif Lampater Marcel Kalz             | Kenny De Ketele David Muntaner       | Alex Rasmussen Marc Hester             |
| 2016      | Kenny De Ketele Moreno De Pauw        | Roger Kluge Marcel Kalz              | Yoeri Havik Nick Stopler               |
| 2017      | Yoeri Havik Wim Stroetinga            | Kenny De Ketele Moreno De Pauw       | Jens Mouris Pim Ligthart               |
| 2018      | Yoeri Havik Wim Stroetinga            | Kenny De Ketele Moreno De Pauw       | Theo Reinhardt Roger Kluge             |
| 2019      | Theo Reinhardt Roger Kluge            | Marc Hester Jesper Mørkøv            | Andreas Graf Andreas Müller            |
| 2020      | Wim Stroetinga Moreno De Pauw         | Marc Hester Oliver Wulff Frederiksen | Morgan Kneisky Theo Reinhardt          |
| 2021-2022 | ediciones no realizadas               | ediciones no realizadas              | ediciones no realizadas                |
| 2023      | Theo Reinhardt Roger Kluge            | Yoeri Havik Vincent Hoppezak         | Moritz Malcharek Tim Torn Teutenberg   |
| 2024      | Yoeri Havik Jan-Willem van Schip      | Theo Reinhardt Roger Kluge           | Moritz Malcharek Moritz Augenstein     |
| 2025      | Theo Reinhardt Roger Kluge            | Yoeri Havik Philip Heijnen           | Elia Viviani Michele Scartezzini       |